# ناوكفومي كويكي
ناوكفومي كويكي (باليابانية: 小池 直文) (مواليد 21 سبتمبر 1969)، هو لاعب كرة قدم سابق كان يلعب كلاعب وسط.